# Plaatselijk bestuur (Nederlands-Indië)
Plaatselijk bestuur was een bestuursvorm in Nederlands-Indië. Het plaatselijk bestuur werd gevormd door de afdelingen, te vergelijken met gemeentes.
De hoofden van het plaatselijk bestuur waren in hun gebied tevens gewoon Ambtenaar van de Burgerlijke Stand (ABS). Waar geen notaris was aangesteld namen zij ook het notariaat waar.
Zij droegen de volgende titels: 
- Resident: De hoofden van plaatselijk bestuur in Atjeh (gesteld onder de gouverneur van Atjeh en Onderhoorigheden -1938) en die van Tapanoeli en de Padangse Bovenlanden (gesteld onder de gouverneur van Sumatra's Westkust -1906, resp. -1913).
- Assistent-resident: Op Java en Madoera allen.
- Controleur BB.
- Administrateur BB: De administrateurs van de tinmijnen op het eiland Banka.
- Civiel gezaghebber en Posthouder. Deze hoorden niet bij het Binnenlands Bestuur.